# Nordvästra USA

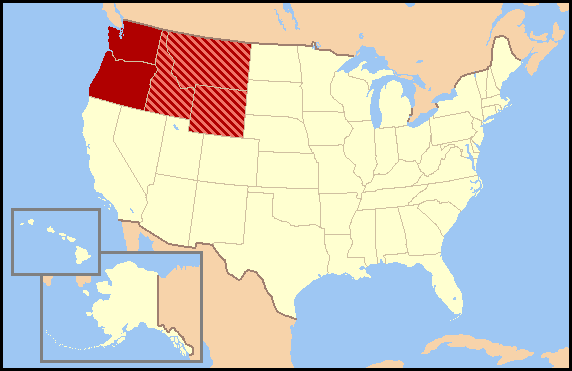
Delstater i mörkröd färg på kartan räknas nästan alltid som nordvästra USA. Delstater i ljusröd färg bara ibland.

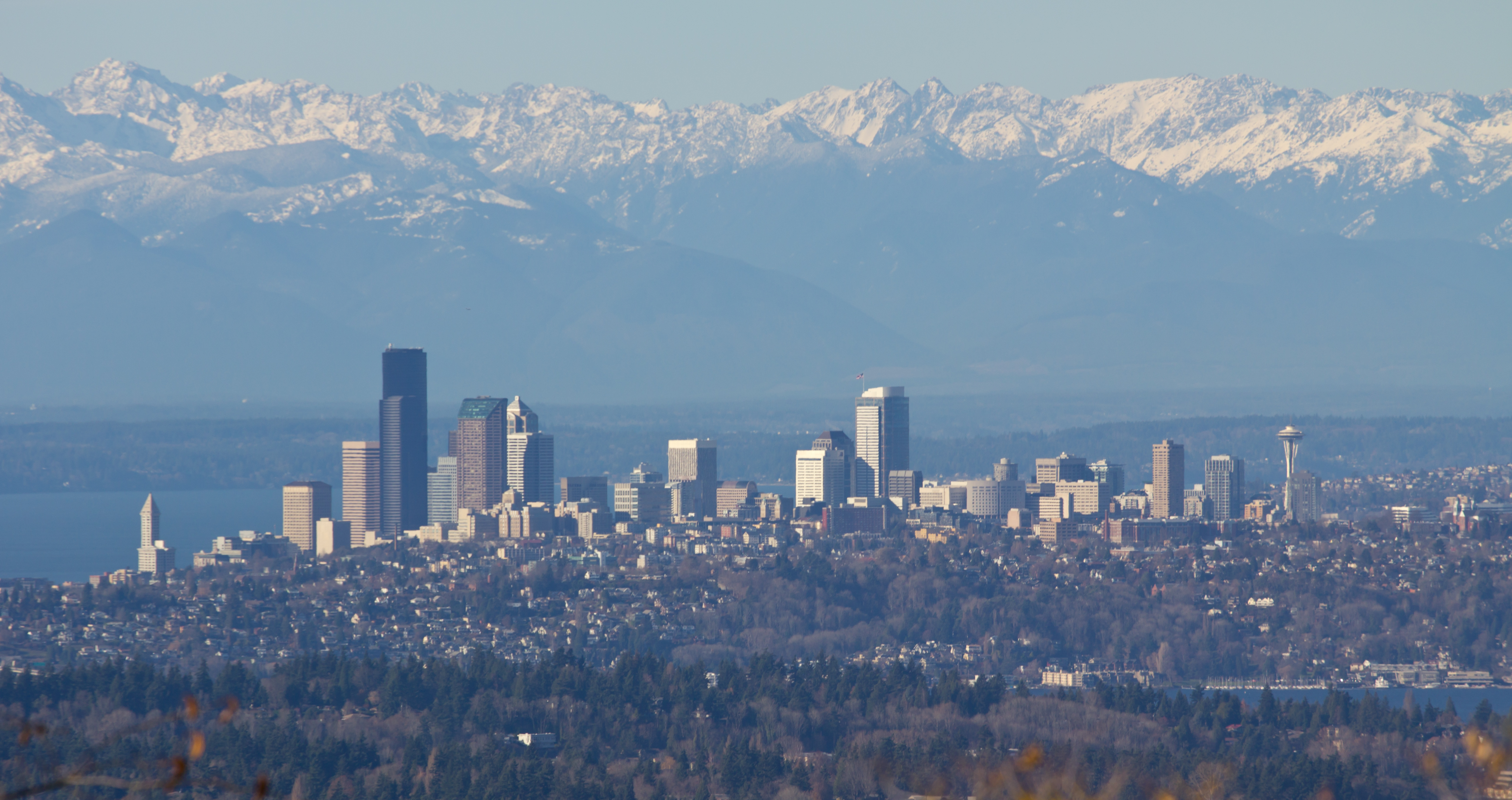
Storstaden Seattle finns i Nordvästra USA.

Nordvästra USA (engelska: Northwestern United States) är en informell geografisk region i USA. Begreppet omfattar delstaterna Idaho, Oregon och Washington, ibland även Montana och Wyoming. Det händer ibland även att sydöstra Alaska räknas in i definitionen.
Under tidigt 1800-tal syftade begreppet på Nordvästterritoriet, men senare kom i stället begreppet att syfta på gamla Oregonterritoriet, som upprättades i augusti 1848.

### Fotnoter
1. ↑   Merriam-Webster (1997). Merriam-Webster's geographical dictionary. Merriam-Webster. sid. 876. ISBN 978-0-87779-546-9. http://books.google.com/books?id=GN9UQMuNQNkC&pg=PA876. Läst 30 november 2010